# Serromyia vockerothi
Serromyia vockerothi är en tvåvingeart som beskrevs av Art Borkent 1990. Serromyia vockerothi ingår i släktet Serromyia och familjen svidknott. Inga underarter finns listade i Catalogue of Life.